# 윤창세선생 묘소일원
윤창세선생 묘소일원은 대한민국 충청남도 논산시 노성면에 있는 문화재이다. 1992년 10월 28일 논산시의 향토문화유산 제10호로 지정되었다.

## 개요
파평윤씨 노종파 병사 대종중의 재실과 묘소, 신도비 등이 소재한다.